# Gerbilliscus afra
Gerbilliscus afra är en däggdjursart som först beskrevs av Gray 1830.  Gerbilliscus afra ingår i släktet Gerbilliscus och familjen råttdjur. Inga underarter finns listade i Catalogue of Life. Det svenska trivialnamnet Kapökenmus förekommer för arten.

## Utseende
Arten når en kroppslängd (huvud och bål) av 12,4 till 15,7 cm, en svanslängd av 13,3 till 17,5 cm och en vikt av 78 till 113 g. Den har 2,8 till 4,4 cm långa bakfötter och 2,0 till 2,8 cm stora öron. Allmänt är hannar lite större än honor. Håren som bildar ovansidans päls är blek lavendelfärgad vid roten och ljusbrun till orangeröd vid spetsen vad som ger en brun till orangeröd pälsfärg. Några hår är mörkare och därför är pälsen spräcklig. Det förekommer en tydlig gräns mot den vita pälsen på undersidan och på extremiteternas insida.
Huvudet kännetecknas av en spetsig nos, stora ögon, långa morrhår och långsträckta avrundade öron. De sistnämndas insida är köttfärgad och utsidan är mörk. Gerbilliscus afra har vita händer och fötter och lillfingret är påfallande lite. Även den långa svansen bär päls i ungefär samma färg som bålens ovansida. Allmänt har honor fyra par spenar med vissa avvikelser. I gnagarens övre framtänder förekommer en ränna men inte i de nedre framtänderna.

## Utbredning
Denna gnagare förekommer i sydvästra Sydafrika. Den lever i stäppen Karoo och i andra gräsmarker. Individer som hämtar sin föda från jordbruksmark betraktas som skadedjur.

## Ekologi
Djurets skapar liksom andra ökenråttor komplexa underjordiska bon. Individerna är nattaktiva och går på marken. De har vanligen gräs, rötter och frön som föda som ibland kompletteras med insekter. I fångenskap var flera exemplar aggressiva mot varandra när honan inte var brunstig. Fortplantningen sker från våren till hösten (augusti till mars på södra jordklotet). Efter kort dräktighet föds 3 till 5 ungar som är blinda och nakna. De öppnar sina ögon efter 18 till 21 dagar och 22 till 28 dagar efter födelsen slutar honan med digivning. Gerbilliscus afra lever uppskattningsvis 12 till 17 månader. Honor kan bli brunstiga kort efter ungarnas födelse.

## Status
Gerbilliscus afra har ett större bestånd och det är inga allvarliga hot kända. IUCN listar arten som livskraftig (LC).